# Fatamorgana (luftspejling)
 For alternative betydninger, se Fatamorgana (flertydig). (Se også artikler, som begynder med Fatamorgana)
 "Mirage" omdirigeres hertil. For andre betydninger af Mirage, se Mirage (flertydig).
Fatamorgana (fra italiensk fata morgana, også mirage) er et optisk fænomen (en øvre luftspejling) som kan fremkomme når der er et lag varm luft over en koldere luftmasse tæt ved jordoverfladen, hvilket kaldes temperaturinversion. Det sker typisk om morgenen efter en kold nat. Fordi lys udbreder sig hurtigst i varm luft, vil lysstråler langs jordoverfladen krumme lidt hvorved fjerne genstande som normalt ikke kan ses, bliver synlige.
Ordet er opkaldt efter den mytiske fe, kong Arthurs halvsøster, Morgana som mentes at kunne fremkalde luftspejlingerne.
Fatamorgana bruges også i overført betydning, f.eks. om noget man fantaserer sig til eller hallucinationer frembragt af sult, tørst eller feber.